# Башня Шамиля

Ба́шня Шамиля́ — декоративная трехъярусная башня, расположенная в городе Льгове Курской области по адресу улица Красная, 108. Построена в 1870—1871 годы. Является своеобразной «визитной карточкой» города Льгова. Памятник архитектуры местного значения.

## История
Вышедший в отставку князь Александр Иванович Барятинский вместе с супругой -  княгиней Елизаветой Дмитриевной Барятинской, урождённой княжной Джамбакур-Орбелиани, переехал в 1868 г. в своё имение Нижние Деревеньки, где оставался вплоть до 1877 г.
Об этом свидетельствуют "Дневники" младшего брата фельдмаршала - князя Виктора Ивановича Барятинского: "В 1868 году брат мой Александр, после смерти графини Толстой, пользовавшейся пожизненными доходами с имений после смерти покойного мужа своего, графа Александра Николаевича Толстого, получил согласно духовному завещанию своего двоюродного брата, имение Н<ижнее> Деревенское. Он переехал летом того же года с женою и своею свитою в усадьбу, расположенную при селе Нижние Деревеньки и отделенную от уездного города Льгова рекою Сейм".  
Генерал-фельдмаршал занялся  обустройством усадьбы: возвёл новый большой дом с оригинальной системой отопления, надворные постройки, а саму усадьбу огородил ажурной кирпичной стеной. Он также заложил большой парк с сохранившимися до наших дней дубами и лиственницами. На северо-восточном углу усадьбы в 1870-1871 годы была построена трехъярусная башня. Согласно местной легенде, Имам Шамиль, плененный фельдмаршалом в 1859 году, по пути в Мекку гостил несколько дней в имении князя Барятинского и в этой башне по утрам и вечерам совершал намазы. В связи с этим башня получила своё обиходное название — «Башня Шамиля».

## Архитектура
Декоративная трехъярусная башня-беседка в псевдоготическом стиле с ведущей на смотровую площадку винтовой лестницей, соединяющей её ярусы (в настоящее время не сохранилась).